# LEGO Discovery Centre Brussels
LEGO Discovery Centre Brussels is een indoor attractiepark gelegen in het winkel- en ontspanningscomplex Docks Bruxsel in de Belgische hoofdstad Brussel. Het park opende de deuren op 24 juni 2022 en is gethematiseerd rond het speelgoedmerk LEGO. Het wordt uitgebaat door Merlin Entertainments.
Het is het eerste park in de nieuwe generatie van Legoland Discovery Centers met nieuwe activiteiten en een aangepaste naam, LEGO in plaats van Legoland, om verwarring met de Legoland-parken te vermijden.

## Attracties en activiteiten
| Naam                    | Type                                  | Beschrijving |
| ----------------------- | ------------------------------------- | --- |
| Imagination Express     | Interactieve darkride                 | Imagination Express is een interactieve trackless darkride gebouwd door de Nederlandse fabrikant ETF Ride Systems. Met een toverstaf kunnen bezoekers onderweg punten verzamelen. |
| 4D bioscoop             | Bioscoop                              | Bioscoop waar LEGO-films worden vertoond. |
| MINI World              | Miniatuurwereld                       | Een miniatuurwereld gemaakt van LEGO. Het bestaat voor 20 procent uit lokale bezienswaardigheden, zoals de Grote Markt, het Jubelpark, Manneken Pis en het Atomium, de overige 80 procent zijn fantasiegebouwen. MINI World bestaat uit zo‘n anderhalf miljoen Legoblokjes en werd opgebouwd door een 130-tal mensen die er 6.600 uur aan gewerkt hebben. |
| Creatieve Club          | Bouwactiviteit                        | Bouwen met Legoblokjes. |
| Bouw Avontuur           | Bouwwedstrijd                         | Bezoekers kunnen hun eigen LEGO-auto bouwen en met elkaar racen door deze van een helling af te duwen. |
| Maak je Minifiguur      | Bouwactiviteit                        | Bezoekers kunnen hun eigen minifiguur bouwen met een torso, hoofd, benen en hoed. |
| LEGO Café               | Restaurant                            | |
| De Boom der Verbeelding | Bouwactiviteit                        | Kleurrijke boom gebouwd met Legoblokjes. Bezoekers kunnen hun eigen blokje toevoegen. |
| Ruimte Missie           | Bouwactiviteit Computerspel           | Bezoekers ontwerpen hun eigen ruimteschip en kunnen ermee door de digitale ruimte vliegen. |
| De Workshop             | Bouwactiviteit                        | Bezoekers kunnen samen met een Master Model Builder speciale LEGO creaties bouwen. |
| Helden Avonturen        | Klimmuur Laserdoolhof Binnenspeeltuin | Binnenspeeltuin met laserdoolhof, klimmuur, LEGO-bouwactiviteiten en soft play speelgebied gebaseerd op LEGO City en LEGO Ninjago. |
| DUPLO park              | Draaimolen Kinderactiviteiten         | Dinodraaimolen en activiteiten voor kinderen onder 5 jaar met Duplo thema. |

Bij het park bevindt zich ook de LEGO Discovery Centre winkel, een Legowinkel die zonder toegangsbewijs kan bezocht worden.

## Trivia
- Het park hanteert een zogenoemde "kids only policy". Enkel volwassenen met een kind kunnen het park bezoeken, wel worden er regelmatig speciale avonden voor volwassenen georganiseerd.[4]
- De Lego Master Model Builder van het park is Sieber Bulteel. Hij werd verkozen door een tienkoppige kinderjury tijdens een wedstrijd.[5]
- De manager van het park is Michelle Hoeneveld uit Nederland, zij was eerder manager bij Sea Life Blankenberge, Sea Life Helsinki en Madame Tussauds Amsterdam.[3]